# Août 1932

## Événements
- 1er août, Canada : naissance du parti socialiste, le CCF (Co-operative Commonwealth Federation ; en français, la Fédération du commonwealth coopératif et plus tard le Parti social démocratique du Canada), à Régina. Il est influent surtout pendant la crise en particulier dans les provinces de l’Ouest, les plus touchées.
- 7 août : 
  - attentat du 7 août 1932 à Rennes ;
  - loi des épis en URSS.
- Nuit du 9 au 10 août : meurtre de Potempa, en Allemagne.
- 10 août : le général José Sanjurjo tente un pronunciamiento surnommé la Sanjurjada à Séville.
- 13 août : premier vol de l'avion de course Gee Bee R-1.
- 14 août : Grand Prix automobile de Pescara.
- 18 août : Auguste Piccard et Max Cosyns établissent un nouveau record d'altitude en ballon : 16 201 m.
- 20 août : 
  - Accords d’Ottawa. Instauration de la « préférence impériale » encourageant les échanges dans la zone sterling.
  - Le Royaume-Uni abandonne le libre échange aux accords d’Ottawa : instauration de la « préférence impériale » encourageant les échanges dans la zone sterling.
- 21 août[1] : loi visant à faciliter l’accès à la citoyenneté française des Africains qui le souhaitent. Cette mesure n’a qu’une portée limitée et en 1937, l’ensemble de l’AOF ne compte encore que 72 000 indigènes citoyens français, en majorité originaires des quatre communes du Sénégal (Saint-Louis, Gorée, Rufisque et Dakar).
- 25 août : Amelia Earhart est la première femme à effectuer un vol transcontinental décollant de Los Angeles et se posant à Newark.

## Naissances
- 2 août : 
  - Peter O'Toole, comédien et producteur irlandais († 14 décembre 2013).
  - Sha'ari Tadin, homme politique singapourien († 13 décembre 2009).
- 4 août :
  - Hubert Barbier, évêque catholique français, archevêque émérite de Bourges.
  - Lucie Favier, historienne et archiviste française.
- 10 août : Gaudencio Rosales, cardinal philippin, archevêque de Manille.
- 11 août :
  - Fernando Arrabal, réalisateur d'origine espagnole.
  - Israel Asper, canadien, magnat de la presse, des médias et fondateur de CWGC.
- 12 août : 
  - Leo Boivin, joueur de hockey sur glace.
  - Georges Kiejman, avocat et homme politique français († 9 mai 2023).
- 15 août : Robert Forward, physicien et auteur américain († 21 septembre 2002).
- 16 août :
  - Hasan Seyidov, homme politique azerbaïdjanais († 8 décembre 2004).
  - Dina Toumarkina, artiste de théâtre d'Azerbaïdjan.
- 17 août : VS Naipaul, écrivain britannique.
- 18 août : 
  - Bill Bennett, premier ministre de la Colombie-Britannique.
  - Luc Montagnier, virologue français, prix Nobel de médecine, codécouvreur du virus du sida († 8 février 2022).
- 22 août : Gerald Carr, astronaute américain († 26 août 2020).
- 24 août : Cormac Murphy-O'Connor, cardinal britannique, archevêque émérite de Westminster.
- 25 août : 
  - Gérard Lebovici, producteur de cinéma et éditeur français († 5 mars 1984).
  - Ricet Barrier, chanteur français.
- 26 août : Joseph H. Engle, astronaute américain († 10 juillet 2024).
- 28 août : Andy Bathgate, joueur de hockey sur glace.
- 30 août : Geneviève de Fontenay, présidente du Comité Miss France († 1er août 2023).

## Décès
- 7 août : Napoléon Antoine Belcourt, politicien canadien.
- 9 août : John Charles Fields, mathématicien canadien.
- 19 août : Louis Anquetin, peintre, dessinateur et aquarelliste français (° 26 janvier 1861).